# قائمة الشركات المتورطة في الحرب على غزة
تتضمن القائمة التالية أسماء الشركات المشاركة في توريد الأسلحة والتكنولوجيا والدعم اللوجستي إسرائيل أثناء الحرب على غزة. تقدم هذه الشركات مجموعة من المنتجات والخدمات—بدءًا من الطائرات المقاتلة المتقدمة والطائرات بدون طيار والقنابل إلى الحوسبة السحابية والمراقبة والخدمات اللوجستية العسكرية. وقد تم استخدام منتجاتهم أو خدماتهم أو بنيتهم الأساسية على نطاق واسع في العمليات العسكرية في غزة مما أدى إلى سقوط أعداد كبيرة من الضحايا المدنيين وتدمير واسع النطاق، وهي أفعال تعتبرها العديد من منظمات حقوق الإنسان جرائم حرب محتملة.

## القائمة
| الشركة                         | البلد            | النشاط |
| ------------------------------ | ---------------- | --- |
| أنظمة إلبيط                    | إسرائيل          | شركة أنظمة إلبيت، أكبر مُصنّع للأسلحة في إسرائيل، هي مورد رئيسي للأسلحة وتقنيات المراقبة للجيش الإسرائيلي. وقد استُخدمت طائراتها المُسيّرة (هيرمس وسكاي لارك)، وقنابل إم بي آر 500، وأنظمة الاستهداف المُتطورة بكثافة في غزة (توضيح) والضفة الغربية ولبنان. وقد استُخدمت هذه الأنظمة، المُصممة لحرب المدن، في هجمات مثل الغارة الجوية عام 2024 على الهبارية بلبنان، والتي أسفرت عن مقتل سبعة مدنيين، والهجوم على قافلة مساعدات «وورلد سنترال كيتشن» في غزة، وكلاهما يُعتبر جرائم حرب مُحتملة. كما لعبت إلبيت دورًا رئيسيًا في تطوير جدار غزة «الذكي» الإسرائيلي على الحدود مع غزة. في 13 أكتوبر/تشرين الأول، أطلق الجيش الإسرائيلي قذائف دبابة عيار 120 ملم على صحفيين في جنوب لبنان، مما أسفر عن مقتل صحفي رويترز عصام عبد الله وإصابة ستة آخرين. |
| لوكهيد مارتن                   | الولايات المتحدة | تنتج شركة لوكهيد مارتن وتزود القوات الجوية الإسرائيلية بطائرة إف-35آي، وهي نسخة خاصة من إف-35. وقد استُخدمت طائرة إف-35آي في الغارات الجوية على غزة وتحمل عادةً قنبلتين من طراز جي بي يو-31 (في) جدام، والتي أُسقطت على المستشفيات. كما استُخدمت طائرات إف-35آي في الغارة على منطقة المواصي الإنسانية، والتي أسفرت عن مقتل 19 شخصًا على الأقل. وقد سلطت شركة لوكهيد مارتن الضوء على الصراعات في إسرائيل وأوكرانيا كفرص محتملة لنمو الإيرادات في المستقبل. |
| جنرال ديناميكس                 | الولايات المتحدة | تصنع شركة جنرال ديناميكس قنابل مارك 84، وقد أرسلت الولايات المتحدة 14000 منها إلى إسرائيل واستخدمت كقنابل أساسية بوزن 2000 رطل. وهي الشركة الوحيدة التي تنتج قذائف سلسلة قنابل مارك 80. هذه القنبلة التي تزن 2000 رطل شديدة التدمير، ولا يمكن استخدامها في المناطق المأهولة بالسكان دون التسبب في خسائر بشرية جسيمة. يُقتل انفجارها فورًا على بُعد 100 قدم، وتنشر شظاياها القاتلة حتى 1200 قدم. أفادت التقارير أن إسرائيل أسقطت أكثر من 500 قنبلة من هذا النوع على شمال غزة بحلول 6 نوفمبر/تشرين الثاني، بما في ذلك غارة قاتلة على مخيم جباليا للاجئين. وبحلول منتصف نوفمبر/تشرين الثاني، أُلقيت أكثر من 208 قنابل على جنوب غزة، حتى في المناطق المصنفة مناطق آمنة. وقد وصفت منظمة العفو الدولية والأمم المتحدة الهجمات على العائلات في دير البلح بأنها جرائم حرب محتملة. وقال جيسون أيكين، المدير المالي لشركة جنرال ديناميكس: «أعتقد أنه إذا نظرت إلى إمكانات الطلب المتزايدة الناتجة عن ذلك، فإن أكبر ما يجب تسليط الضوء عليه والذي يبرز حقًا هو على الأرجح في جانب المدفعية». |
| شركة صناعات الفضاء الإسرائيلية | إسرائيل          | تقدم شركة الصناعات الجوية الإسرائيلية (IAI)، وهي شركة تصنيع أسلحة كبيرة مملوكة للدولة، أنظمة عسكرية رئيسية للجيش الإسرائيلي، بما في ذلك طائرة بدون طيار قاتلة من طراز هيرون تي بي المستخدمة في الضربات على غزة ومركبة زيبار التكتيكية للوحدات النخبة. وفي مكالمة هاتفية مع المستثمرين في 22 نوفمبر/تشرين الثاني، قال الرئيس التنفيذي لشركة الصناعات الجوية الإسرائيلية، بواز ليفي، إن طائرات هيرون بدون طيار «لعبت دورا محوريا» في هجمات إسرائيل على غزة، بما في ذلك عمليات القصف. |
| كاتربيلر                       | الولايات المتحدة | على مدى عقود من الزمن، زودت شركة كاتربيلر إسرائيل بجرافات مدرعة من طراز دي 9، والتي استخدمها الجيش الإسرائيلي على نطاق واسع في العمليات في جميع أنحاء الأراضي الفلسطينية المحتلة. لعبت هذه الجرافات، المُدرّعة والتي حُوِّل بعضها للاستخدام عن بُعد، دورًا محوريًا في هدم المنازل والبنية التحتية والمواقع الثقافية، وهي أفعالٌ تُصنّفها منظمات حقوق الإنسان على أنها جرائم حرب. كما استُخدمت هذه المعدات لإنشاء مناطق عازلة وبناء طرق—مثل حاجز نتساريم—مما يُسهّل السيطرة العسكرية الإسرائيلية طويلة الأمد على غزة. وعلى الرغم من دعوات جماعات حقوق الإنسان مثل هيومن رايتس ووتش لوقف المبيعات، أكدت كاتربيلر أنها لا تستطيع التحكم في كيفية استخدام منتجاتها بعد الشراء. |
| أمازون                         | الولايات المتحدة | تقدم أمازون خدمات الحوسبة السحابية من خدمات أمازون ويب للجيش الإسرائيلي من خلال مشروع نيمبوس. تُستخدم خوادم أمازون لتخزين معلومات استخباراتية عن سكان غزة. كما وفّرت معلومات استهداف استُخدمت في الغارات الجوية التي أودت بحياة مدنيين. ووفقًا لتحقيق أجرته مجلة 972+، استُخدمت المعلومات الاستخباراتية المخزنة على خدمات أمازون ويب «في عدد من الحالات لتوفير معلومات تكميلية قبل الغارات الجوية ضد عناصر عسكرية مشتبه بهم، والتي أسفر بعضها عن مقتل العديد من المدنيين». بل إن هذه المعلومات «ساعدت في حالات نادرة في تأكيد غارات الاغتيالات الجوية في غزة — وهي غارات كان من شأنها أيضًا أن تقتل وتؤذي مدنيين فلسطينيين». |
| بالانتير للتكنولوجيا           | الولايات المتحدة | لعبت شركة بلانتير تكنولوجيز دورًا مهمًا في دعم العمليات العسكرية الإسرائيلية خلال حرب غزة من خلال توفير أدوات الذكاء الاصطناعي وتحليل البيانات المتقدمة. وفي يناير 2024، وسعت بلانتير شراكتها مع إسرائيل، حيث قدمت تقنيات جديدة تعتمد على الذكاء الاصطناعي خصيصًا لمساعدة وزارة الدفاع الإسرائيلية في حملتها المستمرة في غزة. وقد استخدمت برمجيات بلانتير لتعزيز قدرات الاستهداف الإسرائيلية التي سمحت لإسرائيل بوضع ثلاثة صواريخ تطلقها طائرات بدون طيار في ثلاث مركبات إغاثة تحمل علامات واضحة يُعد الرئيس التنفيذي أليكس كارب مؤيدًا قويًا لإسرائيل، حيث قال: ”أنا فخور بأننا ندعم إسرائيل بكل طريقة ممكنة.“ اختار العديد من موظفي كارب الاستقالة بسبب دعمه العلني لإسرائيل. |
| جوجل                           | الولايات المتحدة | في عام 2021، أبرمت جوجل وأمازون عقدًا بقيمة 1.2 مليار دولار مع الحكومة الإسرائيلية لمشروع نيمبوس، وهو عبارة عن مبادرة حوسبة سحابية. كشفت وثائق جوجل الداخلية التي حصل عليها الصحفي سام بيدل أن جوجل تزود إسرائيل بقدرات الذكاء الاصطناعي المتقدمة، بما في ذلك الكشف عن الوجوه، والتصنيف الآلي للصور، وتتبع الأشياء، وتحليل المشاعر للصور والكلام والنصوص. في أواخر عام 2023، منحت جوجل وزارة الدفاع الإسرائيلية إمكانية وصول موسعة إلى منصة الذكاء الاصطناعي فيرتكس التابعة لها، وفي مارس 2024، وقّع الجيش الإسرائيلي صفقة استشارية مباشرة مع جوجل لتوسيع نطاق استخدامه لخدمات جوجل كلاود. وعلى مدار عام 2024، لبّت جوجل طلبات إضافية من الجيش الإسرائيلي، بما في ذلك الوصول إلى نموذج الذكاء الاصطناعي التوليدي ”جيميني“ وأدوات التعرف على الوجه في صور جوجل، والتي يُقال إنها تُستخدم في المراقبة الجماعية للفلسطينيين في غزة. وقد تم توفير هذه الخدمات بموجب عقود خاصة استثنت شروط الاستخدام القياسية لجوجل، مما منح إسرائيل السلطة التقديرية الكاملة على التكنولوجيا. في أبريل 2024، طردت جوجل أكثر من 50 موظفًا احتجوا على تورط الشركة في الأنشطة العسكرية الإسرائيلية. في فبراير 2025، رفعت شركة ألفابت، الشركة الأم لجوجل، حظرها على استخدام الذكاء الاصطناعي للأغراض العسكرية. |
| باركليز                        | المملكة المتحدة  | وفقًا لتقرير صادر عن منظمة الحرب على الفقر عام 2024، زاد بنك باركليز بشكل كبير من دعمه المالي لشركات الأسلحة التي تزود إسرائيل بالأسلحة والتكنولوجيا العسكرية، مما رفع مشاركته بنسبة 55% منذ عام 2021. يمتلك البنك أكثر من 2 مليار جنيه إسترليني في الأسهم ويقدم 6.1 مليار جنيه إسترليني في القروض والاكتتاب لتسع من هذه الشركات. بالإضافة إلى ذلك، استشهد التقرير ببحث من ديسمبر 2023 وجد أن باركليز هو سادس أكبر دائن في أوروبا للشركات العاملة في المستوطنات الإسرائيلية غير القانونية في الضفة الغربية المحتلة. نفى بنك باركليز استثمار أمواله الخاصة في شركات الأسلحة، مؤكدا أنه يستثمر أموال عملائه فقط، وأكد التزامه المستمر تجاه دولة إسرائيل. |
| طيران أطلس                     | الولايات المتحدة | شاركت شركة أطلس إير، إحدى أكبر شركات الشحن الجوي في العالم، بشكل مباشر في نقل المعدات العسكرية من الولايات المتحدة إلى إسرائيل خلال حرب غزة. وكانت الشركة قد تعاقدت مع وزارة الدفاع الأمريكية لتقديم خدمات تأجير الطائرات، وتؤكد بيانات تتبع الرحلات الجوية أن أطلس إير قامت بتشغيل رحلات شحن متعددة إلى قاعدة نفاطيم الجوية الإسرائيلية، محملةً بمواد يصفها ناشطون ومحللون بأنها أسلحة وقنابل وإمدادات عسكرية أخرى استُخدمت في قصف غزة. |
| بي أيه إي سيستمز               | المملكة المتحدة  | تنتج شركة بي أيه إي سيستمز ما لا يقل عن 15% من مكونات طائرة إف-35آي التي يستخدمها سلاح الجو الإسرائيلي. تنتج شركة بي إيه إي أيضًا أنظمة إطلاق صواريخ إلكترونية ومكونات مختلفة للطائرات المقاتلة الإسرائيلية من طراز إف-15 وإف-16 وإف-35 — وهي الطائرات التي استخدمها سلاح الجو الإسرائيلي على نطاق واسع في جميع هجماته على غزة. |
| داي وزيمرمان                   | الولايات المتحدة | تُصنّع شركة داي آند زيمرمان ذخائر إم830إيه1 للجيش الأمريكي. خلال حرب غزة، نُقلت 14،000 ذخيرة من هذه الذخائر من مخزون الجيش الأمريكي إلى الجيش الإسرائيلي. |
| مايكروسوفت                     | الولايات المتحدة | استخدم الجيش الإسرائيلي منصة مايكروسوفت للحوسبة السحابية أزور وخدمات الذكاء الاصطناعي خلال حرب غزة لتحديد الأهداف. وتُعدّ وزارة الدفاع الإسرائيلية ثاني أكبر عميل عسكري لمايكروسوفت. |

## الملاحظات
1. ↑  «الهجمات على غزة»
[18]

## للقراءة الإضافية
- "Companies Profiting from the Gaza Genocide". American friends service committee. ديسمبر 2023. مؤرشف من الأصل في 2025-06-04.
- Ackerman، Spencer (9 يوليو 2024). "These Corporations Are the True "Winners" of the War on Gaza". The nation. مؤرشف من الأصل في 2025-06-06.
- "Barclays: Bankrolling genocide & apartheid". waronwant.org. 28 يونيو 2024. مؤرشف من الأصل في 2025-05-15.
- "How US Intelligence and an American Company Feed Israel's Killing Machine in Gaza". thenation. 28 يونيو 2024. مؤرشف من الأصل في 2025-06-01.
- "States and companies must end arms transfers to Israel immediately or risk responsibility for human rights violations: UN experts". المفوضية السامية للأمم المتحدة لحقوق الإنسان. مؤرشف من الأصل في 2025-06-04.